# Persische Kaffeehaus-Malerei

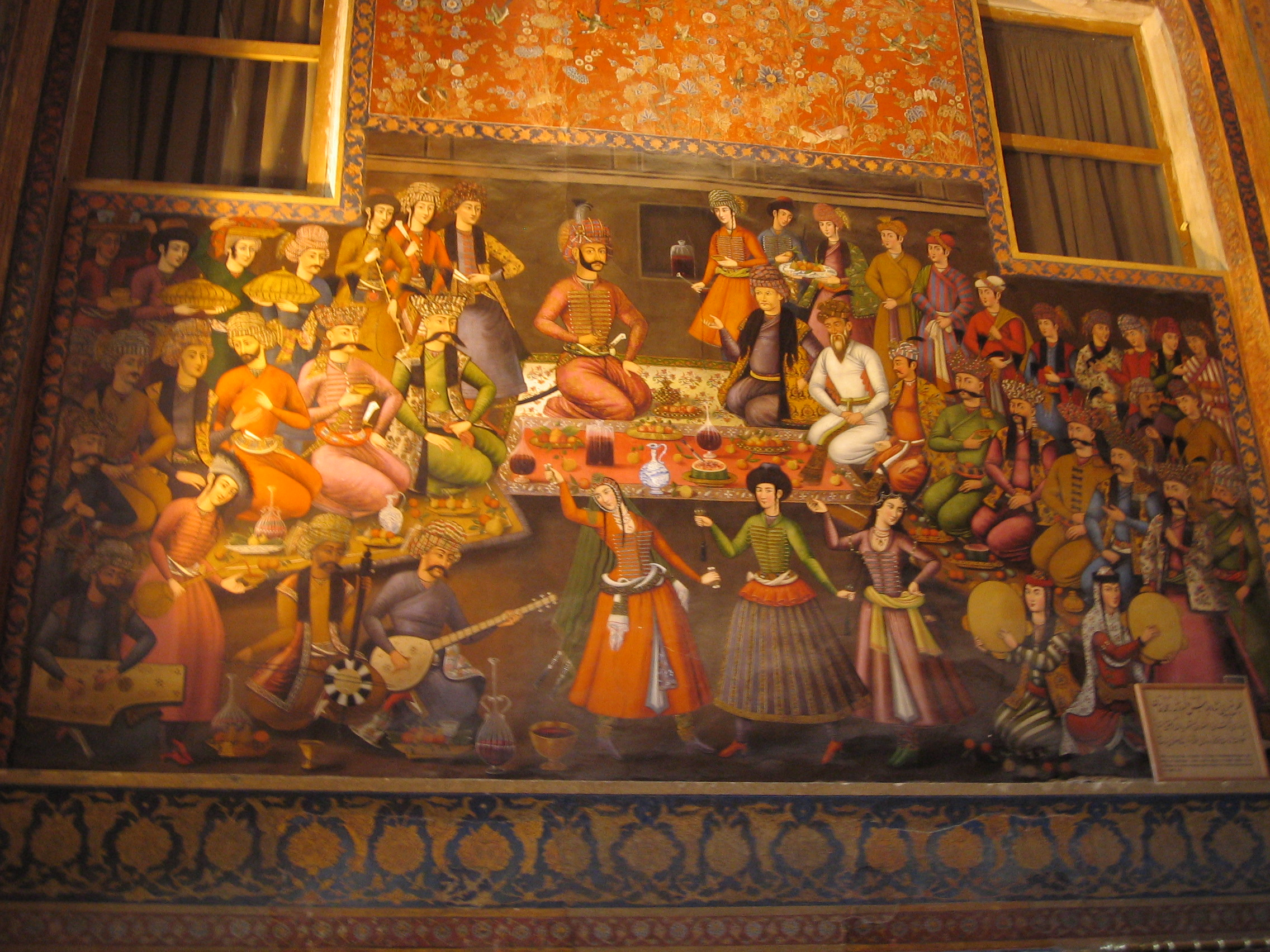
Anfänge der Kaffeehaus-Malerei: Von Abbas II in Auftrag gegebene Freske im Tschehel-Sotun Palast, Isfahan

Persische Kaffeehaus-Malerei (Qahveh-Khāneheī-Malerei) ist die Bezeichnung einer Stilrichtung in der persischen Malerei, die sich vermutlich seit dem 17. Jahrhundert entwickelte und ihren Höhepunkt Anfang des 20. Jahrhunderts erreichte.
Die persische Kaffeehaus-Malerei kombiniert europäische Maltechniken (Öl- und Wandmalerei) mit Motiven aus der persischen Miniaturmalerei und zeichnet sich durch ihre Abweichung von der sonst üblichen höfischen Kunst und den Bruch mit den klassischen Malregeln der persischen Kunst aus. Stattdessen versuchen Repräsentanten dieser Malrichtung die typische Atmosphäre in den persischen Kaffeehäusern mit ihren Schāhnāme-Khāni (Schāhnāme-Lesung) einzufangen und subjektiv zu verarbeiten. 
Erste Beispiele dieser Kunst finden sich im Tschehel Sotun (Vierzigsäulen-Palast) in Isfahan. Diese waren unter Schah Abbas II. in Auftrag gegeben worden und noch durch höfische Feste inspiriert. Neben der epischen und festlich – amourösen Thematik findet man in dieser Stilrichtung auch religiöse Gemälde. Berühmte Repräsentanten der persischen Kaffeehaus-Malerei sind unter anderem Abbas Blouki-far (* 1924), Ahmad Khalili (* 1943) und Hossein Qollar Agasi (* 1903).